# Xã Perry, Quận Stark, Ohio
Xã Perry (tiếng Anh: Perry Township) là một xã thuộc quận Stark, tiểu bang Ohio, Hoa Kỳ. Năm 2010, dân số của xã này là 28.353 người.